# Чери (Илиноис)
Чери (енгл. Cherry) град је у америчкој савезној држави Илиноис.

## Географија
Према попису из 2010, Чери обухвата површину од 0,53 sq mi (1,37 km2).

## Демографија
По попису из 2010. године број становника је 482, што је 27 (-5,3%) становника мање него 2000. године.
| Група             | 2000.       | 2010.       |
| Белци             | 490 (96,3%) | 468 (97,1%) |
| Афроамериканци    | 1 (0,2%)    | 0 (0,0%)    |
| Азијати           | 0 (0,0%)    | 1 (0,2%)    |
| Хиспаноамериканци | 9 (1,8%)    | 7 (1,5%)    |
| Укупно            | 509         | 482         |